# 東映ロボットガールズ
『東映ロボットガールズ』（とうえいロボットガールズ、TOEI ROBOT GIRLS）は、東映アニメーションの主役のヒーローロボットを擬人化したシリーズ。キャラクターデザインは川上哲也、4コマ漫画作画は新久保だいすけが手掛ける。略称はロボガ、TRGLなど。

## 概要
東映ロボットアニメ作品『大空魔竜ガイキング』『マグネロボ ガ・キーン』『超人戦隊バラタック』の各主役ロボットを美少女キャラ化したキャラクターによって構成されている。公式サイトでDVDソフト情報が掲載されていたり、コミックマーケットで原作と絡めたプロモーションが行われたりと、各原作アニメの販促キャラクターとしても位置づけられている。
恐るべき敵（根拠は無い）の出現に備え、研究所から「伝説のロボット」の力を授けられた（かもしれない）3人が平和な日常を送るストーリー。
関連プロジェクトに『ロボットガールズZ』『ロボットガールズNEO』がそれぞれ展開されている。

### 主な展開
2009年
- 3月 - 『東京国際アニメフェア2009』でイラストを公開、一般に初お披露目される。
- 6月30日 - 公式サイトがオープン。週1回の4コマ漫画（ガールズレポート）連載（配信）、イベントやCMなどでの原典3作品の紹介を行う。

- 12月 - 『コミックマーケット77』で、サイト未発表の描きおろしを含めた4コマや設定資料を収録した「東映ロボットガールズオフィシャルファンブック」が販売された。

2010年
- 2月21日 - DVD『超人戦隊バラタック』CMのナビゲーターに起用。声優がキャスティングされ、しゃべるロボットガールズが初披露された[1]。CMの内容はDVD告知ポスター内4コマをベースにし、若干修正を加えた新作的内容。
- 3月28日 - 『東京国際アニメフェア2010』東映アニメーションブースステージに参加。当日には4コマの生アテレコが行われた。2010年4月9日にはPV『東映ロボットガールズ研究所 設立宣言』が公式サイトで配信、2010年4月13日に東京アニメセンターで開催の『東映アニメーション オリジナル企画展』でも公開。
- 6月29日 - イラスト作者の新久保だいすけ個人ブログで、4コマ連載1周年記念漫画が期間限定掲載される。
- 12月1日 - 東京アニメセンター一時休館に伴い開催された特別企画展『東京アニメセンタークロニクル』に参加。同年12月10日には、この会場でブロッコリーより初の版権キャラグッズ（マイクロファイバーミニタオル）が発売された。

2011年
- 5月24日 - 4コマ漫画が連載100回に達する。これを記念し、6月7日にパイロットフィルムの制作決定と同年7月上旬に公式サイトほかで公開予定と発表（この時点でのキャストなど詳細は未発表）。
- 6月28日 - 新キャラクター・ダンダンが登場した。
- 7月2日 - パイロットフィルム配信。

2013年
- 2月26日 - 3年8ヶ月年間続いた4コマ漫画・ガールズレポートが#192を持って連載（配信）終了。

2014年
- 2月 - 同キャストでテレビアニメ『ロボットガールズZ』第4話に「ロボットガールズ チームT」として登場（3月放送の第9話にも登場）。
- 6月 - ブラウザゲーム『ロボットガールズZ ONLINE』に参戦。

## キャラクター
普段は大泉学園の東映アニメーションスタジオ・東映アニメーションギャラリー内の東映ロボットガールズ研究所で生活し、一緒に東堂学園へも通っている。東堂学園の名称の由来は、東映アニメーションの擬人名称でもある「東堂いづみ」から。
体重など一部スペックは原作ロボットのものを受け継いでいるらしい（詳細不明）が、ロボット状のパーツはコスプレ衣装に近いものらしく、着脱は自由にできる。
初期メンバー3人の好きなスポーツは、各原作アニメの主人公から取られている。
ガイちゃん （ガイキング）
声 - 高岡香
しっかり者で、野球好きの脳筋（脳みそ筋肉）少女。ガールズレポートでは、作者の新久保による公式設定のアレンジで若干天然ボケのキャラとなっている。原作主人公のツワブキ・サンシローが左投げピッチャーである事から左利き（オフィシャルファンブックや、東京国際アニメフェアのイベントで発表されている）。困った人を見捨てておけない性格。ネコ口から時折覗く八重歯がチャームポイント。ロングヘアはコンバットフォース隊員・フジヤマミドリがモデル。
研究所敷地内の『大空魔竜ハウス』なる小屋に住んでいる。表札の表記は#009では『大空魔竜ハウス☆』で、#034で☆が消え、#053ではハートマーク、#063では「＠」、#094では「.jp」に変わった。ハウスは、モデルとなった大空魔竜同様のボリューションプロテクト（渦巻き防御形態）変形機能や、謎の音声アナウンスと共に射出、強制的に着替え（合体）させる「ガイちゃんお目覚め機能」を装備。しばしばガイちゃん本人と表情が連動する胸飾り（大空魔竜ヘッド）は脱着が可能で、ハロウィン専用パーツに交換したり獅子舞にしたり、「キラーバイト」として相手に噛みつくことも可能（本人は愛情表現と勘違いしている）。外した頭部と角をハウスの先端部分に付けで洗濯物を干すこともあるらしい。フェイスオープンも可能であるが無闇にしてはいけないと注意されているためほとんど見た人がいない。
新久保だいすけの個人ブログで、『ガイキングLOD』のパイロット版『大空魔竜ガイキングNEO』準拠のコスチュームを身につけた絵が発表されたこともある。
ガッキー （ガ・キーン）
声 - 佐藤聡美
格闘マニアの男前な少女で、当初バラたんとガイちゃんからは男だと思われていた。なお「男前な少女」の設定は、原作アニメのガ・キーンが北条猛と花月舞の男女合体により完成する事から。髪型も花月舞がモデルとなっている。
ガールズレポートでは、バラたんの突拍子もない行動・言動に対するツッコミ役となることが多い。マグネパワーで金属を引き寄せることが出来るが、砂鉄まみれになるため砂場は苦手。形状がブレーン総司令官（敵・イザール星人の総司令官）の頭部を連想させられる事から、間近で見たら殺意と憎悪が剥き出しになるほどブロッコリーが大嫌い。
専用車として「バリアント・アンカー」と「ガッキー重戦車」を研究所から支給された。後者の元ネタは「ガ・キーン重戦車」で、この作品ではバリアント・アンカーとは別マシンである。バリアント・アンカーはバラたんの方がうまく乗りこなせるため、実質上バラたんに奪われてしまっている。これは、『バラタック』放映当時に発売された玩具の説明書でバリアント・アンカーとの合体が強く勧められていた事が元ネタである。バリアントアンカーのマッハウィングパーツを使えば飛行も可能だが、バラたんに遠慮して使っている。
熱々のラーメンに息を吹きかけようとしたら勢い余って「バラたんタイフーン」を発射、麺も具も吹き飛ばしてしまい嘆くバラたんの為に手本を示そうとして「ミラクル・ハリケーン」を使った事があるが真正面に伸びず真横のガイちゃんの丼を直撃した。
バラたん （バラタック）
声 - 辻あゆみ
無邪気だが腹黒な一面も持つ少女。アメフトが好きで、自称予知能力者。自分専用の巨大ヘルメットを（アンテナを外せばいいことに気付かず）特注させたこともある。体重は7000tと3人の中でダントツに重くその重量を生かしてちびっこ相撲の横綱優勝もしているが、本人は不本意らしい。髪型は超人戦隊メンバー・ユリがモデル。
他人の(特にガッキーの)弱点を見つけ出すためならあらゆる労苦を惜しまないが、いとも簡単に自分の弱点を明かしたダンダンの開けっ広げな性格は少々苦手。
いつもランドセルを背負っている。元ネタは、原作アニメでバラタックの背中に搭載されていた「ランドセル」と呼ばれるバックパック。中には何かが入っているが秘密。ドリルに強いこだわりを持っており、自らのドリル状オプション（アラーム機能つき）の正式名がヤリアームだと知った時は愕然としていた。原作アニメで敵メカとして爬虫ロボが登場することから、周りの人が全力で逃げ出すほど暴れ狂うくらい爬虫類が大嫌い。猫舌でもある。
1時間自動的に動けるオート能力を手に入れたものの、試験的に使用した際に予想外の行動をしたので余程のことがない限り使わない事にしている。頭のアンテナからはバラたんビームを出せるが、ビームカットと言わないといつまでも出続け、しかも中途半端に言い間違えると相手が「か」の付くものに変身してしまう。
グリーンバラたん
緑色のスク水を着た形態。浮き輪を装備し両腕にはブイを足には足ヒレもつけている。原作に登場した水中戦用のグリーンバラタックが元。
ブルーバラたん
青いセーラー服を着た形態。装着時はブルーな気分になる。ブルーバラたんの時はランドセルから飛行翼が出るが飛んでいる所を見せた事はなく、飛び方を忘れているのではないかとも言われている。原作に登場した空中戦用のブルーバラタックが元だが通常のバラたんの手足が残っている。
ブラックバラたん
尻尾付きの黒いゴスロリ服を着た形態で、地面を掘ることもできる。日傘を装備しているが高速回転するため雨の日は役に立たない。バラたんが着ても特に何も変わらないが、他の人が着ると性格が黒くなる。原作に登場した地中潜航・地上走行用のブラックバラタックが元だが足に通常時のパーツがついたままになっている。
恐竜戦隊コンバットフォース
#054より登場のガイちゃんのペット部隊。ばぞらー、ねっさー、すかいらーの3匹。増築された原作アニメ第11話に登場した「大空魔竜2号」がモデルの『大空魔竜ハウス2号』に住む。
ダンダン（ダンガードA）
声 - 合田彩（「ロボットガールズZ」では「喜多丘千陽」名義）
#105で一度登場した後#115よりレギュラー化した4人目のロボットガール。胸の服には原作アニメの胸の装甲がプリント（原作では開くと超熱光線「パルサーカノン」を発射）、また脚には逆V字型の脛当てが有る（同・「コズモアロー」）。ヘアスタイルとおしとやかな性格は、ジャスダムの通信オペレーター・霧野リサがモデル。常に花を髪飾りにしている。宇宙飛行士になるのが夢。正式名は「ダンダダンダダダンダンダ＝ダンダダンダーダダンダダンダダダダンダンダ…」なのだが（原典は主題歌の出だし）余りにも長すぎるためあだ名の「ダンダン」で呼ばれる。オプションでメガネを持っているものの、かけるとエネルギー弾を発射してしまう（同・「アイブレスターライフル」）。パンチを繰り出すと拳型のエネルギーが飛ぶ（同・「テレポーションパンチ」）。ハゲが苦手で「ドップラー効果」の話題では本気でいやがっていた（同・スキンヘッドの敵の首領「ドップラー総統」）。また「鬼」という言葉にも反応し性格が180度変わって厳しい性格になる（原典ではジャスダムのパイロットコーチである　キャプテン・ダンが鬼コーチだったことから）。雷が大の苦手（原典では断鉄失踪のきっかけとなる事故が落雷中に起こったため）。趣味はトランペット（原典ではタクマの亡き同僚・久保の趣味）。苦手なモノは虫。
暗黒怪獣デビルジャガー
ガールズレポート#96、#155に登場。研究所界隈を縄張りにしているボスネコ。たった一匹でコンバットフォース三匹をコテンパンにし、仇討ちに燃えるガイちゃんにも痛手を負わせるなど、ただのネコながらもその戦闘力は侮り難いものがある。
暗黒怪獣カブトンガー
ガールズレポート#165に登場。研究所の裏手にある森に生息していた。

## ガールズレポート
公式サイトのメインコンテンツである4コマ漫画。3人の平和な日常やドタバタが描かれる。
週1回更新で、特別編（#SP）・出張版、イベントや冊子限定を除き現在も全話が閲覧可能。ガールズレポーターによる設定解説も掲載している。
サブタイトル
- #001 いきなり大ピンチ - 2009年6月30日配信
- #002 便利だよ… - 2009年7月7日配信
- #003 ガッキーの弱点 - 2009年7月14日配信
- #004 必殺技? - 2009年7月21日配信
- #005 みんなひどい! - 2009年7月28日配信
- #006 本当なのか? - 2009年8月4日配信
- #007 バリアント・アンカー - 2009年8月11日配信
- #008 近所迷惑な… - 2009年8月18日配信
- #009 ガイちゃん家 - 2009年8月25日配信
- #010 グリーン・バラたん - 2009年9月1日配信
- #011 弱点 その1 - 2009年9月8日配信
- #012 弱点 その2 - 2009年9月15日配信
- #013 キャッチボール - 2009年9月22日配信
- #014 よけいなツッコミ - 2009年9月29日配信
- #015 うずまき - 2009年10月6日配信
- #016 弱点 その3 - 2009年10月13日配信
- #017 しっかり者の弱点 - 2009年10月20日配信
- #018 ハロウィン - 2009年10月27日配信
- #019 宿題ドリル - 2009年11月3日配信
- #020 合成獣? - 2009年11月10日配信
- #021 ブルーバラたん - 2009年11月17日配信
- #022 ランドセルの中身 - 2009年11月24日配信
- #023 スプーン曲げ - 2009年12月1日配信
- #024 透視能力 - 2009年12月8日配信
- #025 クロース - 2009年12月15日配信
- #026 ケーキと超能力 - 2009年12月22日配信
- #SP コミケ会場 - 2009年12月29日配信（#027配信開始までの期間限定）
- #027 シシマイ - 2010年1月1日配信
- #028 カルタ - 2010年1月5日配信
- #029 鬼コーチ - 2010年1月12日配信
- #030 天才あらわる - 2010年1月19日配信
- #031 ガッキー重戦車 - 2010年1月26日配信
- #032 豆まき - 2010年2月2日配信
- #033 バレンタイン - 2010年2月9日配信
- #034 ハウスの謎 - 2010年2月15日配信
- #035 ニセガッキー - 2010年2月23日配信
- #036 ひなまつり - 2010年3月2日配信
- #037 驚異の復元作業!! - 2010年3月9日配信
- #038 コレの音か? - 2010年3月16日配信
- #039 天敵かも - 2010年3月23日配信
- #040 爬虫ロボ - 2010年3月30日配信
- #041 新学期 - 2010年4月6日配信
- #042 お花見 - 2010年4月13日配信
- #043 黒バラたん登場 - 2010年4月20日配信
- #044 バラたんタイフーン - 2010年4月27日配信
- #045 ミラクルハリケーン - 2010年5月4日配信
- #046 予知能力 - 2010年5月11日配信
- #047 UMA - 2010年5月18日配信
- #048 新聞の謎 - 2010年5月25日配信
- #049 フェイスオープン - 2010年6月1日配信
- #050 マッハウィング - 2010年6月8日配信
- #051 オートバラたん - 2010年6月15日配信
- #052 ブロッコリー - 2010年6月22日配信
- #053 着替え - 2010年6月29日配信
- #054 戦隊 - 2010年7月6日配信
- #055 超能力と雨 - 2010年7月13日配信
- #056 カサ - 2010年7月20日配信
- #057 方位磁石 - 2010年7月27日配信
- #058 ムー大陸 - 2010年8月3日配信
- #059 パンダ - 2010年8月10日配信
- #060 こわいはなし - 2010年8月17日配信
- #061 砂浜とマグネロボ - 2010年8月24日配信
- #062 ハニワ - 2010年8月31日配信
- #063 2号 - 2010年9月7日配信
- #064 ばぞらーVSバラたん - 2010年9月14日配信
- #065 特訓 - 2010年9月21日配信
- #066 シミューレータ - 2010年9月28日配信
- #067 玉入れ - 2010年10月5日配信
- #068 借り物競争 - 2010年10月12日配信
- #069 イモ掘り - 2010年10月19日配信
- #070 ブラックホール - 2010年10月26日配信
- #071 体形 - 2010年11月2日配信
- #072 ポーカー - 2010年11月9日配信
- #073 存在感 - 2010年11月16日配信
- #074 感謝デー - 2010年11月23日配信
- #075 すもう - 2010年11月30日配信
- #076 ミニタオル発売! - 2010年12月7日配信
- #077 ガッキーヌンチャク - 2010年12月14日配信
- #078 チックタッカー - 2010年12月21日配信
- #079 忠臣蔵 - 2010年12月28日配信
- #080 はつもうで - 2011年1月4日配信
- #081 おとしダマ - 2011年1月11日配信
- #082 雪だるま? - 2011年1月18日配信
- #083 BRAVE合金 - 2011年1月25日配信
- #084 オニバラたん - 2011年2月1日配信
- #085 バレンタイン2011 - 2011年2月8日配信
- #086 マラソン - 2011年2月15日配信
- #087 風邪(1) - 2011年2月22日配信
- #088 風邪(2) - 2011年3月1日配信
- #089 春の足音 - 2011年3月8日配信
- #090 バラたんビーム(1) - 2011年3月15日配信
- #091 バラたんビーム(2) - 2011年3月22日配信
- #092 エイプリルフール - 2011年3月29日配信
- #093 人数 - 2011年4月5日配信
- #094 火車カッター - 2011年4月12日配信
- #095 地球システム - 2011年4月19日配信
- #096 デビルジャガー - 2011年4月26日配信
- #097 黄金週間 - 2011年5月3日配信
- #098 アブショックライト - 2011年5月10日配信
- #099 素材 - 2011年5月17日配信
- #100 祝100回連載! - 2011年5月24日配信
- #101 デリバリー号 - 2011年5月31日配信
- #102 ジューンブライド - 2011年6月7日配信
- #103 イースター島 - 2011年6月14日配信
- #104 服交換 - 2011年6月21日配信
- #105 DVD発売だよー! - 2011年6月28日配信
- #106 ばぞらー飛ぶ! - 2011年7月5日配信
- #107 ペンタゴラス - 2011年7月12日配信
- #108 ハグハグ - 2011年7月19日配信
- #109 やる気まんまん - 2011年7月26日配信
- #110 手刀 - 2011年8月2日配信
- #111 めんどくさい子 - 2011年8月9日配信
- #112 ハウスのハウス - 2011年8月16日配信
- #113 2人の悩み - 2011年8月23日配信
- #114 見たことない子 - 2011年8月30日配信
- #115 転校生 - 2011年9月6日配信
- #116 ファーストコンタクト - 2011年9月13日配信
- #117 あだな - 2011年9月20日配信
- #118 あの時のこと - 2011年9月27日配信
- #119 格闘技の基本 - 2011年10月4日配信
- #120 参加したかったの - 2011年10月11日配信
- #121 二人三脚 - 2011年10月18日配信
- #122 ネーミング - 2011年10月25日配信
- #123 ダンダンの弱点 - 2011年11月1日配信
- #124 むし - 2011年11月8日配信
- #125 酉の市 - 2011年11月15日配信
- #126 気の合う二人 - 2011年11月22日配信
- #127 ダンダンのメガネ - 2011年11月29日配信
- #128 ヤドカリ 2011年12月12日配信
- #129 策士バラたん 2011年12月13日配信
- #130 クリスマスツリー 2011年12月20日配信
- #131 大そうじ 2011年12月27日配信
- #132 福笑い 2012年1月3日配信
- #133 星座 2012年1月10日配信
- #134 ドップラー効果 2012年1月17日配信
- #135 キャッチボール2 2012年1月24日配信
- #136 オニダンダン 2012年1月31日配信
- #137 勘違い 2012年2月7日配信

出張版
- お気に入り!? - ハイパーホビー2010年4月号掲載
- 出張ロボットガールズ - ハイパーホビー2011年9月号掲載

## 研究所スタッフ
- 研究所幹部

プロフェッサーK、ごはんもりもり博士、あやしい主任、レディーY
- 四コマ漫画

作者 - 新久保だいすけ、四コマ漫画編集 - スタジオ小牧
- ガールズレポーター

桃原郷、加々美利治、しろむらゆり、破勢天輝

## パイロットフィルム
2011年7月2日より公式サイトで配信されたパイロットフィルム。2011年7月2日、9日にはTOKYO MX局のバラエティ番組『サンドウィッチマンのご当地アイドル発掘団』内でも放送された。『惑星ロボ ダンガードA』DVDのCMも兼ねており、ダンダンも初登場している。
『ロボットガールズZ』BD/DVD第3巻に映像特典として収録された。

### スタッフ
- 企画 - 小林宜弘
- プロデューサー - 森山義秀
- 製作担当 - 中田浩司
- 脚本 - 平舞喜歩
- 演出・絵コンテ - 博史池畠
- キャラクターデザイン・作画監督 - 川上哲也
- 原画 - 雨宮哲、花澤香菜子、床縞始、中野典克、山内大輔、川上哲也、小川美保子
- 動画検査 - 松山美紀枝
- 動画 - 松山美紀枝、TripleA、ファンアウト
- 色彩設計 - 沢田豊二
- 色指定・検査 -寺分神奈
- 仕上げ - 寺分神奈、TripleA、ファンアウト
- 特効 - 南條楊輔
- 背景 - 金子賢二
- 撮影・編集 - 相原聡
- ビデオ編集 - J-Force
- 音響 - 青二プロダクション
- 録音 - 松田悟
- 録音助手 - 澤村裕樹
- 音響効果 - 今野康之（スワラ・プロ）
- 録音スタジオ - タバック
- 制作協力 - LandQ studios co., Ltd.
- 制作 - 東映アニメーション